# Hideaki Takeda
Hideaki Takeda (japanisch 武田 英明 Takeda Hideaki; * 22. Mai 1985 in der Präfektur Saitama) ist ein ehemaliger japanischer Fußballspieler.

## Karriere
Takeda erlernte das Fußballspielen in der Universitätsmannschaft der Ryūtsū-Keizai-Universität. Seinen ersten Vertrag unterschrieb er 2008 bei Fagiano Okayama. Der Verein spielte in der dritthöchsten Liga des Landes, der Japan Football League. Am Ende der Saison 2008 stieg der Verein in die J2 League auf. Im August 2010 wechselte er zum Drittligisten Matsumoto Yamaga FC.